# Edwidge Danticat
Edwidge Danticat (ur. 19 stycznia 1969 w Port-au-Prince) – amerykańska pisarka pochodzenia haitańskiego. 

## Życiorys
Urodziła się 19 stycznia 1969 w Port-au-Prince na Haiti. Gdy miała kilka lat, jej rodzice wyemigrowali do Stanów, zostawiając Danticat pod opieką wujostwa. Gdy w 1981 roku dołączyła do rodziny w Stanach, posługiwała się językiem kreolskim i nie znała prawie angielskiego. Od wczesnego wieku zaczęła pisać opowiadania, z początku by uciec od rzeczywistości w nowym otoczeniu, w którym śmiano się z jej pochodzenia. W 1990 roku ukończyła studia pierwszego stopnia w dziedzinie literatury francuskiej na Barnard College, a w 1993 roku została absolwentką twórczego pisania na Uniwersytecie Browna. Jej autobiograficzna praca dyplomowa ukazała się w 1994 roku jako powieść pod tytułem Oddech, oczy, pamięć. Książka została wybrana do klubu książkowego Oprah Winfrey, co przyczyniło się do jej popularności. Następnego roku ukazała się druga publikacja Danticat: zbiór opowiadań Krik? Krak!, który został nominowany do National Book Award. W drugiej połowie lat 90. znalazła się na liście trzydziestu artystów poniżej trzydziestki, którzy zmienią przyszłość według „The New York Timesa”, a także na listach „Granta's 20 Best Young American Novelists” (1996) i „American fiction of the future” magazynu „New Yorker” (1999). Wykładała twórcze pisanie na Uniwersytecie Nowojorskim (1996–1997) oraz Uniwersytecie Miami (2000, 2008).
W latach 1993–1995 pracowała przy produkcjach dokumentalnych Jonathana Demme’a dotyczących Haiti. Znajomość z reżyserem przerodziła się w przyjaźń, a Danticat została matką chrzestną jego najmłodszej córki. W 2003 była koproducentką jego dokumentu The Agronomist, przy którym pracowała na planie z Wyclefem Jeanem. W tej roli współpracowała także z Patricią Benoît przy dokumencie Courage and Pain (1996) o torturowanych zwolennikach Jean-Bertranda Aristide’a. Zasiadała w jury konkursu głównego na 57. MFF w Cannes (2004). Jest autorką scenariusza do jednego z segmentów filmu nowelowego Girl Rising (2013), który opisuje trudy zdobywania wykształcenia przez młode kobiety w różnych stronach świata.
W swojej twórczości literackiej opisuje burzliwą historię Haiti, od rzezi Haitańczyków po losy współczesnych emigrantów, często budując narrację z perspektywy osób ubogich i kobiet. Tworzy po angielsku. Poza dziełami dla dorosłych czytelników pisze także książki dla dzieci (Mama’s Nightingale: A Story of Immigration and Separation) i młodzieży (m.in. Behind the Mountains, Anacaona: The Golden Flower). Pod jej redakcją ukazały się m.in. antologie The Butterfly’s Way: Voices from the Haitian Dyaspora in the United States oraz The Beacon Best of 2000: Great Writing by Men and Women of All Colors and Cultures. W 2020 roku została pierwszą osobą w historii, której dwukrotnie przyznano nagrodę Story Prize.

## Nagrody
- Pushcart Short Story Prize (1995)[2]
- American Book Award (1999)[2]
- Story Prize (2004, 2019)[7]
- Anisfield-Wolf Book Award (2005)[5]
- National Book Critics Circle Award (2007[1], 2019[8])
- MacArthur Fellowship (2009)[3]
- Neustadt International Prize for Literature (2018)[6]

## Twórczość
- 1994: Breath, Eyes, Memory, wyd. pol.: Oddech, oczy, pamięć. Maria Olejniczak-Skarsgård (tłum.). Warszawa: Gruner+Jahr Polska, 2007. ISBN 978-83-60376-80-5. Brak numerów stron w książce
- 1995: Krik? Krak! (opowiadania)
- 1998: The Farming of Bones
- 2002: Behind the Mountains (powieść młodzieżowa)
- 2002: After the Dance: A Walk through Carnival in Jacmel, Haiti (wspomnienia)
- 2004: Dew Breaker
- 2005: Anacaona: The Golden Flower (powieść młodzieżowa)
- 2007: Brother, I’m Dying (wspomnienia)
- 2010: Create Dangerously: The Immigrant Artist at Work (eseje)
- 2010: Eight Days (książka obrazkowa)
- 2013: Claire of the Sea Light
- 2015: Mama’s Nightingale: A Story of Immigration and Separation (książka dla dzieci)
- 2015: Untwine (powieść młodzieżowa)
- 2017: The Art of Death: Writing the Final Story
- 2019: Everything Inside (opowiadania)

Źródło.